# لي تشي
لي تشي (بالصينية: 李炽) (6 مارس 1983 في الصين - ) هو لاعب كرة قدم صيني في مركز الوسط. لعب مع جيانغسو سونينغ.